# Okręty podwodne typu XIV
Okręty podwodne typu XIV – zaopatrzeniowe okręty podwodne wykorzystywane podczas II wojny światowej przez niemiecką Kriegsmarine, zwane popularnie mlecznymi krowami (niem. „Milchkuh” lub „Milchkühe” w liczbie mnogiej).
Okręty podwodne typu XIV dostarczały paliwo, amunicję i części zamienne dla U-Bootów operujących daleko od baz w Europie. Pozwalało to na wydłużenie czasu, jaki zaopatrywane okręty mogły spędzić w morzu (rejsy z i do miejsc działania wypełniały około 2/3 misji okrętu). Mleczne krowy posiadały również warsztaty umożliwiające przeprowadzanie na morzu nawet skomplikowanych napraw. Nie były uzbrojone w torpedy, montowano na nich jedynie działka przeciwlotnicze. Wybudowano łącznie tylko 10 takich jednostek. Marynarki wojenne sprzymierzonych intensywnie polowały na te okręty, co było ułatwione dzięki konieczności radiowego zaaranżowania spotkania z zaopatrywanym okrętem; w efekcie doprowadziło to do zagłady wszystkich tego typu jednostek.

## Los jednostek
|       | Dowódcy                         | Los okrętu |
| ----- | ------------------------------- | --- |
| U-459 | Georg von Wilamowitz-Möllendorf | Samozatopiony(?) po uszkodzeniu przez samoloty 24 lipca 1943 roku w Zatoce Biskajskiej                                                            |
| U-460 | Friedrich Schäfer, Ebe Schnoor  | Zatopiony przez samolot z lotniskowca eskortowego USS „Card” (CVE-11) 4 października 1943 roku na Atlantyku                                       |
| U-461 | Wolf-Harro Stiebler             | Zatopiony przez samolot Short Sunderland 30 lipca 1943 roku w Zatoce Biskajskiej                                                                  |
| U-462 | Bruno Vowe                      | Zatopiony przez samolot Handley Page Halifax i slupy: HMS „Kite”, „Wild Goose”, „Woodcock” i „Woodpecker” 30 lipca 1943 roku w Zatoce Biskajskiej |
| U-463 | Leo Wolfbauer                   | Zatopiony przez samolot Handley Page Halifax 16 maja 1943 roku w Zatoce Biskajskiej                                                               |
| U-464 | Otto Harms                      | Zatopiony przez łódź latającą PBY Catalina 20 sierpnia 1942 roku na południe od Islandii                                                          |
| U-487 | Helmut Metz                     | Zatopiony przez samolot z lotniskowca eskortowego USS „Core” (CVE-13) 13 lipca 1943 roku na Atlantyku                                             |
| U-488 | Erwin Bartke, Bruno Studt       | Zatopiony 26 kwietnia 1944 roku przez niszczyciele USS „Barber”, USS „Frost”, USS „Huse” i USS „Snowden” na zachód od Wysp Zielonego Przylądka    |
| U-489 | Adalbert Schmandt               | Zatopiony przez samolot Short Sunderland 5 sierpnia 1943 roku na południe od Islandii                                                             |
| U-490 | Wilhelm Gerlach                 | Zatopiony przez amerykańskie niszczyciele 12 czerwca 1944 roku na Atlantyku                                                                       |